# Batinovac
Batinovac ist ein See der Gruppe der „Oberen Seen“ im Nationalpark Plitvicer Seen in der kroatischen Gespanschaft Lika-Senj, unweit der Grenze zu Bosnien und Herzegowina.

## Geographie
Der Batinovac-See befindet sich auf einer Höhe von etwa 610 Metern, ist fünf Meter tief und besitzt eine Fläche von circa 1,5 Hektar. Dabei hat er eine Länge von 140 Metern und eine Breite von 80 Metern.
Der See wird mit Wasser aus den höher gelegenen Seen Okrugljak und Prošćansko durch einen alten, von Menschen geschaffenen Kanal versorgt. Ein Teil seines Wassers fließt über einen Wasserfall in den Galovac-See und ein Teil davon in kleinere Seen im Norden.